# عرناج (المخادر)
الشيخ حافظ الوبر من اعيان قرية عرناج  ويعتبر شيخ القريه
عرناج هي إحدى قرى عزلة الشرف بمديرية المخادر التابعة لمحافظة إب، بلغ تعداد سكانها 159 نسمة حسب تعداد اليمن لعام 2004.